# Сенегальская демократическая партия
Сенегальская демократическая партия (фр. Parti Démocratique Sénégalais) — центристская либеральная политическая партия Сенегала. Лидер партии Абдулай Вад был президентом Сенегала с 2000 по 2012 годы. В альянсе с несколькими меньшими партиями (Коалиция Сопи) партия была правящей в 2001—2012 годах.

## История
В 1974 году на саммите Организации африканского единства в Могадишо Абдулай Вад сказал президенту Сенегала Леопольду Седару Сенгору, что хотел бы создать новую партию, что последний одобрил. После этого 31 июля 1974 года была основана Сенегальская демократическая партия, а 8 августа она была признана. На первом учредительном съезде в 1976 году СДП объявила себя партией труда, но вскоре в Сенегале был принят закон, согласно которому в стране были разрешены только три партии: социалистическая, марксистско-ленинская и либеральная. В результате, поскольку социалистическая и марксистско-ленинская партии уже существовали, СДП не была распущена, а взяла на себя роль либеральной партии.
Абдулай Вад является генеральным секретарем СДП и возглавляет партию с момента её основания в 1974 году. В 1980 году СДП вошла в Либеральный Интернационал.
СДП участвовала вместе с правящей Социалистической партией в правительстве национального единства, сформированном в 1991 году, однако вышла из него в октябре 1992 года, заявив, что Социалистическая партия монополизировала контроль над правительством. На президентских выборах в феврале 1993 года Абдулай Вад занял второе место с 32 % голосов, уступив президенту социалисту Абду Диуфу. На последующих парламентских выборах в мае 1993 года СДП получила 27 из 120 мест Национального собрания. После этого Демократическая партия начала обсуждать формирование коалиционного правительства с Социалистической партией, но переговоры были прерваны после убийства вице-президента Конституционного совета Бабакара Сейя. Поскольку демократы критиковали Сейя, их подозревали в ответственности за убийство. Вскоре партия присоединилась к оппозиционной коалиции Bokk Sopi Senegaal, в которой оставалась до вхождения в правительство в марте 1995 года.
С 2005 года партия входила в международный партийный интернационал Альянс демократов, существовавший до 2012 года. С 2014 года партия входит в Патриотический фронт защиты Республики вместе с реформистской фракцией левой And-Jëf/Африканской партии за демократию и социализм.

## Участие в выборах

### Президентские выборы
| Выборы | Кандидат    | Голосов   | %       | Голосов | %       | Результат |
| Выборы | Кандидат    | 1-й тур   | 1-й тур | 2-й тур | 2-й тур | Результат |
| ------ | ----------- | --------- | ------- | ------- | ------- | --------- |
| 1978   | Абдулай Вад | 174 817   | 17,8 %  | -       | -       | Не избран |
| 1983   | Абдулай Вад | 161 067   | 14,79 % | -       | -       | Не избран |
| 1988   | Абдулай Вад | 291 869   | 25,80 % | -       | -       | Не избран |
| 1993   | Абдулай Вад | 415 295   | 32,03 % | -       | -       | Не избран |
| 2000   | Абдулай Вад | 518 740   | 31,01 % | 969 332 | 58,49 % | Избран    |
| 2007   | Абдулай Вад | 1 914 403 | 55,90 % | -       | -       | Избран    |
| 2012   | Абдулай Вад | 942 327   | 34,81 % | 992 556 | 34,20 % | Не избран |
| 2019   | Идрисса Сек | 899 556   | 20,51 % | -       | -       | Не избран |

### Парламентские выборы
| Выборы | Лидер       | Голосов                               | Голосов | Мест       | Мест  |
| Выборы | Лидер       | Кол-во                                | %       | Кол-во     | ±     |
| ------ | ----------- | ------------------------------------- | ------- | ---------- | ----- |
| 1978   | Абдулай Вад | 172 948                               | 17,88   | 18 из 100  | новая |
| 1983   | Абдулай Вад | 150 785                               | 13,97   | 8 из 120   | ▼ 10  |
| 1988   | Абдулай Вад | 275 552                               | 24,74   | 17 из 120  | ▲ 9   |
| 1993   | Абдулай Вад | 321 585                               | 30,21   | 27 из 120  | ▲ 10  |
| 1998   | Абдулай Вад | 233 287                               | 19,1    | 23 из 140  | ▼ 4   |
| 2001   | Абдулай Вад | 931 617 (Коалиция Сопи)               | 49,6    | 89 из 120  | ▲ 66  |
| 2007   | Абдулай Вад | 1 190 609 (Коалиция Сопи)             | 69,21   | 131 из 150 | ▲42   |
| 2012   | Абдулай Вад | 298 846                               | 15,23   | 12 из 150  | ▼ 113 |
| 2017   | Абдулай Вад | 552 095 (Коалиция Манко Вату Сенегал) | 16,68   | 19 из 165  | ▲ 7   |